# Proconia esmeraldae
Proconia esmeraldae är en insektsart som beskrevs av Melichar 1924. Proconia esmeraldae ingår i släktet Proconia och familjen dvärgstritar. Inga underarter finns listade i Catalogue of Life.